# Eduardo Rodríguez Osorio
Eduardo Rodríguez Osorio, también conocido como Eduardo R. Osorio, nacido en Esmeriz-Chantada el 5 de marzo de 1920 y fallecido en Madrid el 25 de febrero de 1995, fue un escultor español.

## Trayectoria

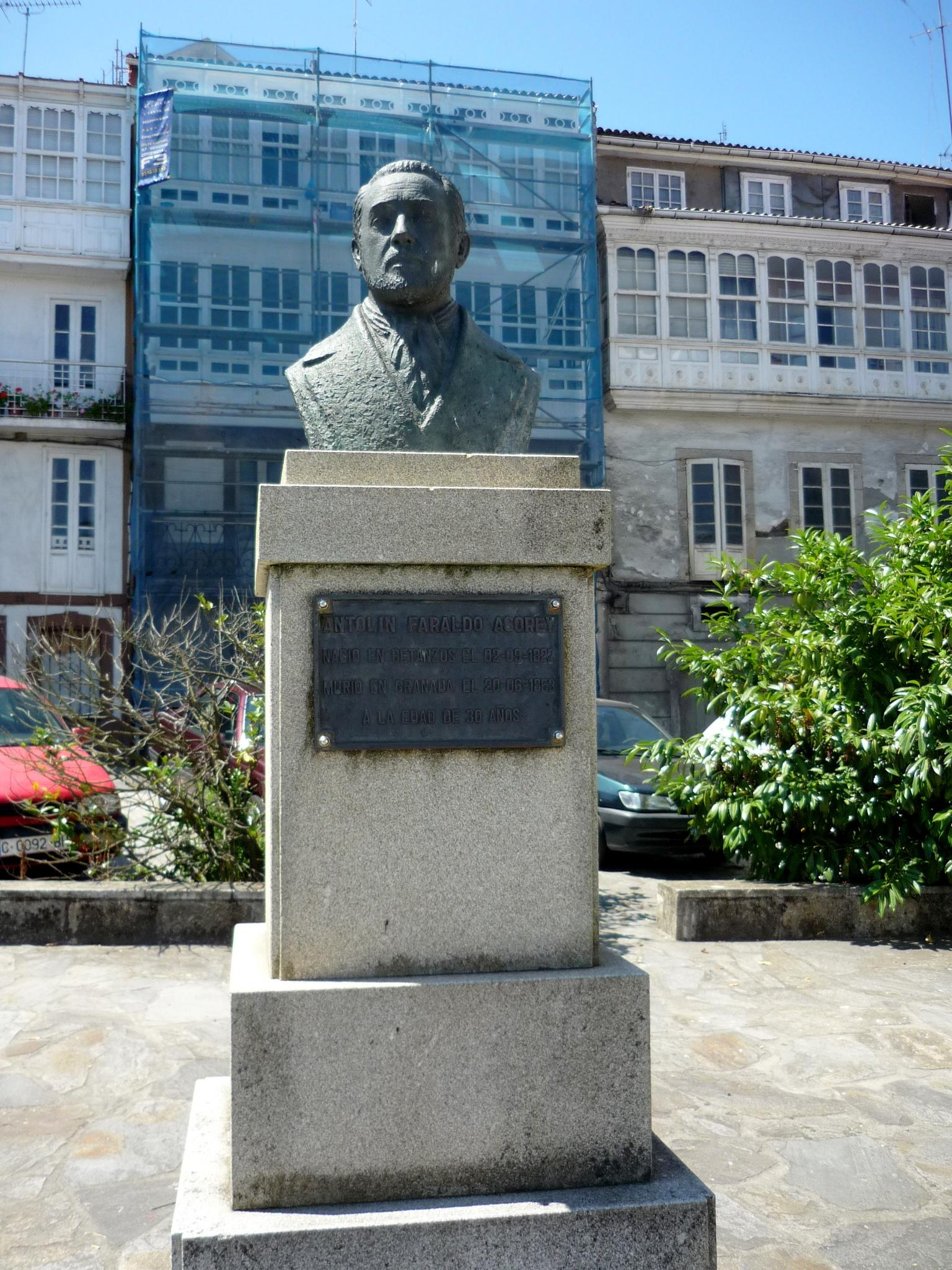
Busto de Antolín Faraldo en Betanzos, obra de R. Osorio.

Nacido en la parroquia chantadina de Esmeriz, fue el penúltimo de 11 hijos. Sus hermanos, carpinteros y ebanistas, le enseñaron el oficio en el taller familiar y viendo su interés por la escultura lo enviaron a la Escuela de Artes y Oficios de Santiago de Compostela. Allí conoció a escultores como Francisco Asorey y tuvo como maestro a Manuel Beiras.
En 1943, y con el apoyo de la Diputación de Lugo, inició los estudios de Bellas Artes en Madrid, en la Escuela Superior de Bellas Artes de San Fernando, en donde se hizo amigo del artista Manuel Castro Gil. A continuación se trasladó a Sevilla para ampliar los estudios en la Real Academia de Bellas Artes de Santa Isabel de Hungría. De nuevo en Madrid, en el curso 1950-51 estudió con el pontevedrés Alfonso Quinteiro y el vigués Jesús Valverde, conocidos como el "triunvirato gallego" en los círculos artísticos e intelectuales madrileños.
En 1952 la Diputación de Lugo le concedió una subvención extraordinaria para ampliar sus estudios en la Escuela Superior de Bellas Artes de París donde aprendió de maestros como Auguste Rodin o Antoine Bourdelle.
Escultor figurativo y realista, destacó en el género del retrato, realizando bustos y figuras de más de cien personalidades, como Celso Emilio Ferreiro, Dionisio Gamallo, Ramón Menéndez Pidal, Camilo José Cela, Arsenio Iglesias, José Ramón Ónega, José María Rodero, Antonio Bonet Correa, Robert  Redfor, Emilio  Castelar, Pedro Barrié de la Maza, Manuel Fraga, Filgueira Valverde, Borobó, Manuel Castro Gil, así como piezas relacionadas con la cultura y la tradición gallegas. Compaginó sus trabajos como escultor con la docencia, dando clases en institutos de Educación secundaria de Ribadeo, Betanzos, Ávila y Madrid. Fue catedrático de Dibujo en el Instituto Cardenal Cisneros de Madrid, en el que se jubiló y continuó trabajando en su estudio.
Así se definió el: “Mi preocupación es el trabajo y la superación personal. Dedico todas mis obras al arte y creo que es necesario dejar huella en esta vida...”, “la escultura es mi vida y el artista acostumbra a crecer ante as dificultades. Cada obra mía es una experiencia, mis obras son un trozo del camino que recorro”.

## Características de su obra
Su escultura trata la figura humana principalmente. Son figuras reconcentradas, de redondeados contornos, con formas sinuosas y sensuales que contrastan con la sobriedad del conjunto. Sus primeras obras enlazan con la escultura tradicional gallega en materiales, formas y temas, y posteriormente su escultura se enriquece al adoptar unas formas más simples y nuevas.
En sus maternidades, las composiciones que más se repiten en su obra, se representa a la mujer como mujer-madre-tierra. La mujer tiene mucha importancia en su obra, el concepto de la mujer como madre, creadora de vida, preservadora y acogedora en comunión con la tierra, también femenina.
Otra etapa posterior es aquella que desarrolla después de la realización del busto a Félix Rodríguez de la Fuente en la que los animales son los protagonistas, tratados de un modo realista, con cierta abstracción y simplicidad. En sus retratos reproduce lo que es, pero extrayendo el profundo psicológico. Realizó más de doscientos retratos, siendo uno de los grandes y pocos artífices del que ha sio el denominado “Renacimiento de la escultura española del siglo  XX”, su interés artístico también enaltece lo esencial, sin que este afán sea nunca  sinonimia de simplismo. Valiéndose de las armas plásticas del Impresionismo y el Expresionismo, deja sentir, tanto en cada pieza como en el conjunto de toda su producción, el carácter de lo ibérico y el alma gallega.

## Obra pública
Entre otros:
- Antolín Faraldo Asorey, Betanzos, La Coruña.
- Arsenio Iglesias, Estadio Riazor, La Coruña.
- Al Emigrante, Navalcán, Toledo
- Carabelas, V Centenario, Rota, Trujillo, Ugíjar.
- Al perro lazarillo, plaza de Cuatro Caminos, La Coruña[7]
- Conquistador Diego de Ordás, Castroverde de Campos, Zamora.
- Félix Rodríguez de la Fuente, Santa Pola, Alicante. Poza de la Sal, Burgos.
- Poeta Celso Emilio Ferreiro, jardines del Monte do Castro, Vigo.
- Cabra Hispánica, Candeleda, Ávila.
- Aguila Real, Mombeltrán, Ávila.
- Cabra Hispánica, Los Galayos, Sierra de Gredos, Ávila.
- Fuente de las Truchas, Puente de la Francisca, El Hornillo, Ávila.
- Ramón Menéndez Pidal, Biblioteca Menéndez Pelayo, Santander.

## Exposiciones[8][9]
- 1971:  Sala de Exposiciones – Obra Cultural de la Caja de Ahorros de Ávila.[10]
- 1982:  “Exposición Didáctica” – Sala de Claustros I.B.C. CISNEROS -, Madrid.
- 1982:  Galería “Rembrandt”, Madrid.
- 1984:  Sala del Palacio Provincial de San Marcos – Diputación de Lugo -, Lugo.
- 1985:  “Sala Dos” – Caja de Ahorros de Cuenca y Ciudad Real - , Cuenca.
- 1986:  Galería “Aachen Gallery”, Madrid.
- 1987:  Sala de Exposiciones – Obra Social Caixa Galicia – Santiago Compostela.
- 1988:  Sala de Exposiciones “Barquillo” – Obra Cultural Caja de Madrid.
- 1989:  Sala de Exposiciones – Obra Cultural de Caixa Ourense – Orense.
- 1992:  Casa de Cultura, Concello de Chantada, Lugo.
- 1993:  Tercer Congreso Internacional Empresarios Galegos, Santiago de Compostela.
- 1994:  Casa de Galicia, “Antología de Retratos”, Madrid.
- 1995:  Palacio Municipal, “In Memoriam”, Ayuntamiento de La Coruña.
- 1996:  Sala de Exposiciones del Ateneo Municipal de Cultura, Ayuntamiento de Guadalajara.
- 1996:  Sala de Exposiciones, Ayuntamiento de Colmenar del Arroyo, Madrid.
- 1996:  “La Meridiana” - Marbella, Málaga.
- 1996:  Museo Provincial - Diputación de Lugo.
- 1997:  Sala de Arte Caja de Ávila – Obra cultural de la Caja de Ahorros de Ávila.
- 1997:  Sala de Exposiciones “Barquillo” – Obra Cultural Caja de Madrid – Madrid.
- 1998:  Centro Gallego de Madrid.
- 2006:  Casa de Galicia, “Antológica de Esculturas”, Madrid.
- 2007:  Universidad Ceu San Pablo, Madrid
- 2014:  Exposición Arte Total 2.0 Internacional, Galería Atalante, Madrid.
- 2014:  Gastrobar 76, "Siempre, ternura inspirada", Madrid.
- 2015: "Retrospectiva", Hotel Preciados, Madrid.
- 2016: Casa da Cultura de Chantada, 25 años después.[11]
- 2022: "Terra nai". Centro do Viño da Ribeira Sacra de Monforte de Lemos. Organizada por su hija.[12][6]
- 2023: "Exposición escultura", Antigas Carboeiras do Conxunto Histórico e Artístico de Sargadelos, Cervo.[13]
- 2023: "Exposición de escultura", Galería de Arte Contemporáneo La Marina - José Lorenzo, La Coruña.[14]
- 2024: "Unha viaxe no tempo a través da arte", forte de San  Damián, Ribadeo.[15]
- 2025: "Hombre de caminos", casa museo Manuel Curros Enríquez, Celanova.[16]

## Premios[5]
- 1945: Premio Extraordinario “Dibujo al Natural”. Real Acad. Bellas Artes S. Fernando, Madrid.
- 1948: Premio de Escultura del Excmo. Ayuntamiento de Sevilla “X Aniv. de la Escuela de Arte", Sevilla, por una obra titulada "San Francisco".
- 1949: Primer Premio de Escultura en la Exposición de Arte “Educación y Descanso”, Lugo.
- 1951: Premio de Escultura del Excmo. Ayuntamiento de Sevilla.
- 1962: Primer Premio de Escultura en el I Certamen Nacional de Artes Plásticas, Lugo, por "Cabeza de mujer", que refleja su mujer.[1]
- 1990: Premio de Escultura por la Junta de Galicia, Santiago de Compostela.
- 1993: Segundo Premio de Escultura en el I Certamen de Artes Plásticas, Lugo.
- 1995: Primer Premio de Escultura “Ciudad de Lugo” III, Certamen de Artes Plásticas, Lugo.